# Tweemanspolder Molen No.2
De Tweemanspolder Molen No.2 is een grondzeiler nabij Zevenhuizen. De molen is in 1729 gebouwd en is de tweede trap van de molenviergang Tweemanspolder. De molen is voorzien van een scheprad met een diameter van 5,98 m. In 1953 is de viergang buiten bedrijf gesteld en zijn de molens in bezit gekomen van de Stichting Molenviergang Tweemanspolder. De molen wordt bewoond en is niet te bezoeken.
Tegenwoordig draait de molenviergang tweemaal per maand, op zaterdag.